# Tärendö kyrka
Tärendö kyrka är en kyrkobyggnad som tillhör Pajala församling i Luleå stift. Kyrkan ligger i samhället Tärendö i Pajala kommun.

## Kyrkobyggnaden
Träkyrkan uppfördes åren 1877–1879 efter ritningar av arkitekt Fredrik Ekberg. Den 18 april 1880 invigdes kyrkan och tillhörande begravningsplats av prosten P. O. Grape. Åren 1941-1942 genomfördes en omfattande restaurering efter ritningar av Bertil Höök. Kyrkan har en stomme av liggtimmer och består av ett långhus med nord-sydlig orientering. Vid norra kortsidan finns kyrktornet med ingång och vid södra kortsidan en vidbyggd sakristia. Ytterväggarna är klädda med stående gråmålad träpanel.

## Inventarier
- Predikstolen är tillverkad av snickaren Johan Erik Isaksson Huhtainen.
- Orgeln är tillverkad 1990 av Grönlunds Orgelbyggeri AB.

| Man I. Huvudverk | Man II. Svällverk | Pedal       | Koppel |
| ---------------- | ----------------- | ----------- | ------ |
| Principal 8'     | Gedackt 8'        | Subbas 16'  | II/I   |
| Rörflöjt 8'      | Fugara 8'         | Violon 8'   | II/P   |
| Oktava 4'        | Tvärflöjt 4'      | Oktavbas 4' | I/P    |
| Koppelflöjt 4'   | Principal 2'      | Fagott 16'  |        |
| Kvinta 2 2/3'    | Scharf III        |             |        |
| Oktava 2'        | Sesquialtera II   |             |        |
| Mixtur IV        | Oboe 8'           |             |        |
| Trumpet 8'       | Tremulant         |             |        |

- Nuvarande altartavla är målad av Torsten Nordberg i Stockholm och tagen i bruk hösten 1949. Motivet är Jesus tillsammans med nutidsmänniskor i en vardaglig miljö.
- Förra altartavlan från 1890 finns vid ett dopaltare väster om huvudaltaret.
- Dopfunten tillkom 1947 och är den första i kyrkan. Ovanför funten hänger en utsirad ljuskrona av mässing.

### Fotnoter
1. 1 2  ”Tärendö kyrka”. Svenska kyrkan. https://www.svenskakyrkan.se/default.aspx?id=693540. Läst 18 september 2016.